# لایف ایز استرنج: رنگ‌های حقیقی
لایف ایز استرنج: رنگ‌های حقیقی (انگلیسی: Life Is Strange: True Colors) یک بازی ماجراجویی ساخته شده توسط دک ناین و منتشر شده به‌وسیلهٔ شرکت اسکوئر انیکس می‌باشد که در ۱۰ سپتامبر ۲۰۲۱ برای مایکروسافت ویندوز، پلی‌استیشن ۴، ایکس‌باکس وان، پلی‌استیشن ۵ و ایکس‌باکس سری اکس/اس منتشر شد. نسخهٔ کنسول نینتندو سوئیچ نیز در ۷ دسامبر ۲۰۲۱ در دسترس قرار گرفت. این بازی سومین قسمت از سری اصلی لایف ایز استرنج می‌باشد.